# Xanthoparmelia norcolorata
Xanthoparmelia norcolorata är en lavart som beskrevs av Hale. Xanthoparmelia norcolorata ingår i släktet Xanthoparmelia och familjen Parmeliaceae.   Inga underarter finns listade i Catalogue of Life.